# Cabo de la Nao
Il Cabo de la Nao (in italiano Capo della Nave) è uno promontorio che si trova nel municipio di Jávea nell'estremo sud del Golfo di Valencia.
È la punta più orientale della provincia di Alicante nella Comunità Valenciana e uno dei promontori più caratteristici della Costa dell'Azahar.

## Descrizione

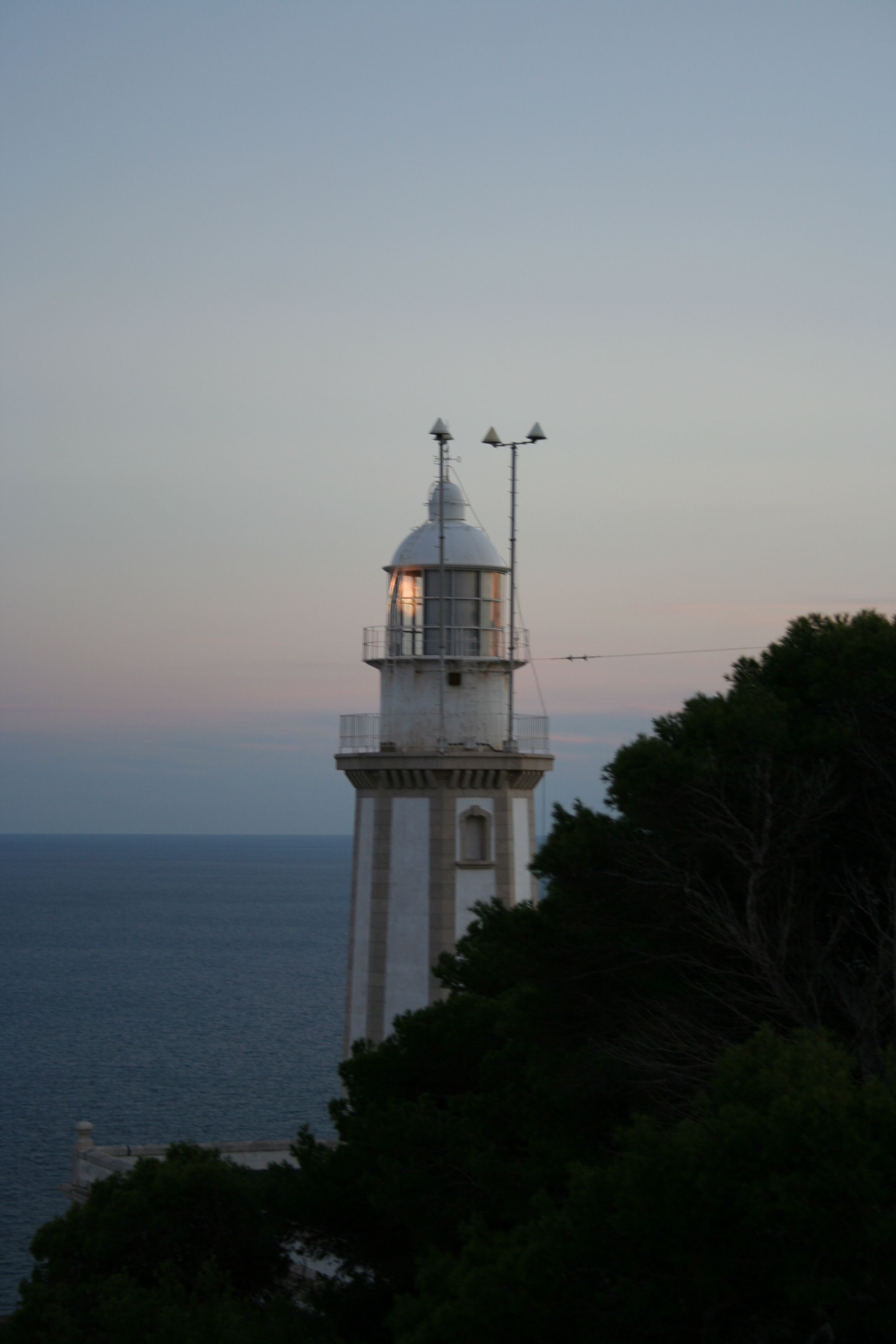
Il faro del Cabo de la Nao

Il capo forma una costa rocciosa calcarea molto accidentata che si articola in alcune piccole cale con grotte e isolotti come la Cova del Orguens accessibile solo dal mare. Per queste caratteristiche nelle sue acque vengono praticate immersioni sottomarine e sport nautici.
Sul promontorio, ad un'altezza di 120 m, si trova un faro.
Dal capo, nelle giornate terse, si possono scorgere le Isole Baleari, in particolare Ibiza e Formentera.